# سینپت کروایتونگ
سینپت کروایتونگ (تایلندی: สินธุ์เพชร กรวยทอง؛ زادهٔ ۲۲ اوت ۱۹۹۵) وزنه‌بردار اهل تایلند است.
وی در مسابقات کشوری و بین‌المللی در مجموع برندهٔ ۱ مدال برنز شده‌است.